# Frank I. Cowan
Frank I. Cowan (* 20. Mai 1888 in Palmyra, Maine; † 23. Februar 1948 in Portland, Maine) war ein US-amerikanischer Anwalt und Politiker, der von 1941 bis 1944 Maine Attorney General war.

## Leben
Frank Irving Cowan wurde als Sohn von Lewville A. Cowan und Fannie Evelyn Woodworth in Palmyra geboren. Er besuchte das Maine Central Institute und beendete das Bowdoin College im Jahr 1913. Während seiner Zeit am College arbeitete er als Lehrer an mehreren High Schools. Im Anschluss studierte er an der University of Maine Law School. Dort machte er im Jahr 1917 seinen Abschluss und wurde im selben Jahr als Anwalt zugelassen und eröffnete eine Kanzlei in Bangor, Maine.
Ein Jahr später zog er mit seiner Familie nach Portland und eröffnete dort ebenfalls eine Anwaltskanzlei. Sein Sohn Caspar Frank Cowan trat 1940 in diese Kanzlei ein und gemeinsam führten sie die Kanzlei bis zum Tod von Frank I. Cowan.
Als Mitglied der Republikanischen Partei wurde er im Jahr 1920 in das Portland Common Council gewählt und er war zwei Jahre lang der Vorsitzende. Von 1926 bis 1932 war er Schreiber des Portland Municipal Courts und von 1935 bis 1940 war er Präsident der State Mutual Fire Insurance Company. Dem Repräsentantenhaus von Maine gehörte er in den Jahren 1939 und 1940 an und von 1941 bis 1944 war er Maine Attorney General.
Cowan gehörte der Methodistischen Kirche an und war Mitglied der Freimaurer sowie den Vereinigungen Delta Upsilon; Phi Kappa Phi.
Verheiratet war Frank I. Cowan mit Helen Anna Caspar. Aus dieser Ehe stammen drei Söhne und eine Tochter. Cowan starb am 23. Februar 1948 in Portland.